# الأبحاث العلمية على البشر
الأبحاث العلمية على البشر هي بحوث علمية منهجية تُجرى على الإنسان، والتي إما قد تكون تجريبية ذات تدخل طبي (تجارب سريرية) أو أخرى نظرية تهدف إلى رصد معلومات (لا تتضمن استخدام مادة اختبارية). كما أنها قد تكون طبية، أو غير طبية (كالعلوم الاجتماعية على سبيل المثال). وتتضمن هذه البحوث المنهجية كلًا من جمع وتحليل البيانات من أجل الإجابة على تساؤلٍ ما.
غالبًا ما تتضمن الأبحاث الطبية على البشر تحليل عيّناتٍ بيولوجية، وتحليل دراسات علم الأوبئة وعلم السلوك، ودراسات مراجعة السجلات الطبية. وتعتبر التجارب السريرية بالتحديد أحد أنواع الأبحاث الطبية على البشر الخاضعة للتنظيم بشكلٍ كبير، والتي من خلالها يتم تقييم آثار الأدوية، واللقاحات، والأجهزة الطبية. أما بالنسبة للأبحاث المتعلقة بالعلوم الاجتماعية فهي غالبًا ما تتضمن دراسات استقصائية، واستبيانات، ومقابلات، ومجموعات نقاش بؤرية.
وتستخدم الأبحاث على البشر في مختلف المجالات، من ضمنها أساسيات علم الأحياء، والطب، والتمريض، وعلم النفس، وعلم الاجتماع، والعلوم السياسية، وعلم الإنسان. وحيث أصبحت هذه الأبحاث رسميةً فقد وضع المجتمع الأكاديميّ تعريفات رسمية لها؛ ويعود ذلك إلى حدٍ كبير إلى ظهور التجارب غير الأخلاقية على البشر.

## الأشخاص المشاركون في الأبحاث العلمية
تعرِّف الكنطمة الكبيى العالمية الإنسان الذي يكون موضوع البحث بأنه فرد يحصل الباحث (سواءً كان خبيرًا، أو طالبًا) على بياناتٍ عنه، إما من خلال تدخلٍ طبي أو من خلال التفاعل مع الفرد، أو من خلال معلوماتٍ تعريفية. وتقترح قوانين حماية الأشخاص الذين يشاركون في البحث العلمي والطبي التعريفات الأتية وذلك رفعا لأي لبس :
- التدخل الطبي: عمليات طبية وتغيير مُتحكم فيه في الشخص الذي تجرى عليه التجربة و/أو في البيئة المحيطة به بما يخدم أغراض البحث.[3]
- البحوث المتعلقة بالصحة : حسب منظمة الصحة العالمية ومجلس المنظمات الدولية للعلوم الطبية، فهي الأنشطة التي تهدف إلى استحداث معرفة صحية قابلة للتعميم، أو المساهمة في هذه المعرفة داخل الميدان التقليدي للبحوث التي ُتجرى على البشر، مثل البحوث الرصدية والتجارب السريرية والبنوك البيولوجية والدراسات الوبائية.[4]
- التفاعل: التواصل أو الاتصال الشخصي بين الباحث والشخص موضوع البحث.[3]
- المعلومات الخاصة: معلومات حول سلوكيات الفرد التي تظهر أثناء حالةٍ يتوقع فيها الفرد بشكلٍ معقول أنه ليست هناك مراقبة أو تسجيل جارٍ، ومعلومات يقدمها الفرد لأغراضٍ معينة والتي يَتوقع إلى حدٍ معقول أنه لن يتم وضعها في العلن.[3]
- المعلومات التعريفية: معلومات معينة يمكن استخدامها لتحديد هوية شخص.[3]
- حقوق الإنسان موضوع البحث

نشر المعهد الوطني للعدالة في الولايات المتحدة عام 2010 حقوق الأشخاص موضوع البحث المُوصى بها في الأبحاث:
- الحصول على الموافقة المسبقة من الشخص بمحض إرادته.
- احترام الأشخاص: معاملتهم كأشخاص مستقلين بذاتهم.
- حق الانسحاب من البحث في أي وقتٍ كان.[5]
- حق وجود الأمانة العلمية.[5]
- أن تكون الفوائد المتوقعة أكبر من الخطر المحتمل.
- الحماية ضد أي ضرر جسدي، أو عقلي، أو عاطفي.
- حق الوصول إلى المعلومات المتعلقة بالبحث.[5]
- حماية خصوصية الفرد وسلامته.[6]

## المبادئ التوجيهية الأخلاقية
إن المبادئ التوجيهية الأخلاقية التي تحكم استخدام البشر في الأبحاث هي نظامٌ جديد إلى حدٍ ما. في عام 1906، تم وضع بعض اللوائح المعمول بها في الولايات المتحدة لحماية العناصر البشرية في الأبحاث من أي معاملةٍ غير إنسانية. وبعد وضع قانون سلامة الغذاء والدواء (Pure Food and Drug Act) عام 1906، تم تدريجيًا تأسيس هيئاتٍ تنظيمية مثل الإدارة الأمريكية للغذاء والدواء ومجلس المراجعة المؤسسي (Institutional Review Board). وعملت السياسات التي نفذتها هذه المؤسسات على تقليل الضرر الذي قد يلحق بسلامة المشاركين العقلية و/أو الجسدية.

### أهمية الإرشادات الأخلاقية الدولية في مراقبة التجارب على البشر
تلعب الإرشادات الأخلاقية الدولية دورًا حاسمًا في تنظيم ومراقبة البحوث التي تشمل البشر على نطاق عالمي. تلك الإرشادات، مثل إعلان هلسنكي للجمعية الطبية العالمية (WMA) والمبادئ التوجيهية الأخلاقية الدولية لمجلس المنظمات الدولية للعلوم الطبية (CIOMS)، تنص على مبادئ أساسية تهدف إلى حماية حقوق المشاركين في البحث. أثارت المراجعة الأخيرة لهذه الإرشادات في عامي 2013 و2016 جدلاً متجددًا حول سلطتها وأهميتها في سياق عالمي متغير. بالإضافة إلى ذلك، تساهم مستندات أخرى مثل إعلان تايبيه للجمعية الطبية العالمية حول الاعتبارات الأخلاقية المتعلقة بقواعد البيانات الصحية والبنوك البيولوجية، واتفاقية أوفييدو بشأن حقوق الإنسان والطب، بالإضافة إلى التشريعات العامة لحماية البيانات في الاتحاد الأوروبي، في تشكيل المنظر الأخلاقي للبحث عن البشر على الصعيدين الوطني والدولي. توفر هذه الإرشادات إطارًا أساسيًا للقيام بالبحوث بطريقة أخلاقية، مما يتيح للباحثين والمؤسسات التعامل مع التحديات المعاصرة مع ضمان احترام حقوق وكرامة المشاركين في البحث.

### قانون نورمبرغ
المقالة الرئيسية: قانون نورمبرغ
في 1947، حوكم الأطباء الألمانيين الذين أجروا تجارب قاتلة أو مؤثرة على الصحة على سجناء معسكر اعتقال كمجرمي حرب في محاكمات نورمبرغ. في نفس تلك السنة، أنشأ الحلفاء قانون نورمبرغ والذي كان أول وثيقةٍ دولية لدعم مفهوم أن «الموافقة الطوعية للعنصر البشري مهمةٌ للغاية». وقد شُدد على الموافقة الفردية في قانون نورمبرغ حتى يتم منع إجبار أسرى الحرب، والمرضى، والسجناء، والجنود على أن يتم استخدامهم كعناصرٍ بشرية في التجارب. إضافةً إلى أنه تم التأكيد عليها من أجل أن يكون المشاركون على بينة من الفوائد والمخاطر التي قد تنتج عن التجارب. كما تضمن قانون نورمبرغ مجموعة من البنود التي تضمن كرامة المشاركين في التجارب العلمية إلى جانب عدم الحاق الضرر بسلامتهم الجسدية و النفسية.

### إعلان هلسنكي
وُضع إعلان هلسنكي عام 1964 لتنظيم الأبحاث الدولية التي تُجرى على البشر والذي اعتمدته الجمعية الطبية العالمية (World Medical Association). وحدد الإعلان الضوابط الأخلاقية المطلوبة للأطباء الذين يجرون البحوث الطبية الحيوية على البشر. وشملت بعض هذه الضوابط المبادئ التي تقول أنه «ينبغي مراجعة بروتوكولات الأبحاث من قِبل لجنةٍ مستقلةٍ قبل البدء فيها» وأنه «ينبغي أن تكون الأبحاث على البشر تستند إلى نتائج من تجارب معملية سابقة على الحيوان». ويعتبر إعلان هلسنكي على نطاقٍ واسع أهم وثيقة حددت أخلاقيات البحث العلمي.

### تطور إعلان هلسنكي وسياقه التاريخي
تم تشكيل الجمعية الطبية العالمية في لندن عام 1946، وذلك لأن المبادئ الأخلاقية لتجارب البشر في قانون نورمبرغ لم تُقبل على نطاق واسع. في الجمعية العامة الأولى (باريس، 1947) تمت الموافقة على سلسلة من القرارات التي تدين تصرفات الأطباء الألمان بعد عام 1933. وفي الجمعية الثامنة للجمعية عام 1954، تم تبني قرار بشأن التجارب البشرية يحدد مبادئ إجراء البحوث. بدوره، أدى هذا القرار إلى إعلان هلسنكي عام 1964، الذي أصبح المرجعية الدولية للأبحاث الطبية الحيوية، حيث دمج روح قانون نورمبرغ وقام بتطويره. المبدأ الذي يستند إليه القانون هو احترام الفرد (المادة 8)، الذي لديه حق في تقرير مصيره واتخاذ قرارات مستنيرة (الموافقة المستنيرة، المواد 20-22)، والتي تشمل المشاركة الطوعية في الأبحاث. يمكن ممارسة هذا الحق في بداية الدراسة أو في أي وقت أثناء سيرها. الالتزام الوحيد للطبيب هو تجاه المريض (المواد 2، 3، و10) أو المتطوع (المواد 16 و18)، ورغم الاعتراف بالحاجة إلى إجراء البحوث (المادة 6)، فإن رفاهية الفرد موضوع الدراسة تتفوق دائمًا على مصالح العلم أو المجتمع (المادة 5)؛ وعلاوة على ذلك، يجب أن تكون الاعتبارات الأخلاقية متسقة مع المبادئ القانونية والأنظمة (المادة 9). وقد تم مراجعة إعلان هلسنكي عدة مرات (طوكيو، 1975؛ البندقية، 1983؛ هونغ كونغ، 1989؛ إدنبرة، 2000) وأصبح الآن مرجعًا دوليًا معترفًا به للأخلاقيات في البحث العلمي. تم إدخال لجان مراجعة أخلاقيات البحث في عام 1975، وتم تنظيم استخدام العلاجات الوهمية في عام 1996، وضمان استمرار العلاج في عام 2000. هذه القضايا الهامة كان لها تأثير واسع على اللوائح داخل البلدان وعلى المبادئ التوجيهية الدولية الأخرى مثل تلك التي وضعتها مجلس المنظمات الدولية للعلوم الطبية (CIOMS).

### الموافقة المستنيرة
الموافقة المستنيرة هي مفهوم أساسي في الأبحاث الطبية والعلمية التي تشمل مشاركة البشر كمشاركين في التجارب السريرية أو الدراسات. يشير هذا المصطلح إلى أن المشاركين يجب أن يكون لديهم فهم كامل ومعرفة بالمعلومات المتعلقة بالدراسة أو التجربة التي يشاركون فيها قبل أن يقرروا الموافقة على المشاركة. تشمل هذه المعلومات الأهداف، والإجراءات، والمخاطر المتوقعة، والفوائد المحتملة، وأي بدائل متاحة. يتطلب الموافقة المستنيرة أيضًا أن يكون القرار للمشاركين مستقلاً وغير مضطرين للموافقة. على الباحثين توفير الوقت الكافي للمشاركين للتفكير وطرح الأسئلة، وأن يتم تقديم المعلومات بشكل واضح وبسيط لضمان فهمها الكامل. يعتبر الحفاظ على الموافقة المستنيرة أمرًا حيويًا لضمان أخلاقية البحوث وحماية حقوق المشاركين. في حالة انتهاكات الموافقة المستنيرة، يمكن أن تكون النتائج غير موثوقة ويمكن أن تسبب ضررًا جسديًا أو نفسيًا للمشاركين.

## التجارب السريرية
التجارب السريرية هي تجارب تُجرى في الأبحاث الطبية. وقد صُممت هذه البحوث والدراسات الطبية أو السلوكية الاستبقائية من أجل الإجابة على أسئلةٍ معينة حول التدخلات الطبية أو السلوكية، بما في ذلك علاجات جديدة (مثل اللقاحات الجديدة، والأدوية، والخيارات الغذائية، والمكملات الغذائية، والأجهزة الطبية) والتدخلات المعروفة التي تستدعي مزيدًا من الدراسة والمقارنة. تُنتج التجارب السريرية بيانات حول السلامة والنجاعة. ولا تؤدى هذه التجارب إلا بعد الحصول على موافقة هيئة الصحة/لجنة أخلاقيات البحث العلمي في البلد الذي تُطلب فيه الموافقة على العلاج من تلك السلطات. هذه السلطات هي المسؤولة عن التدقيق في نسبة الفوائد المتوقعة والمخاطر المحتملة من التجارب. إلا أن موافقتها تعطي صلاحية لإجراء التجربة فقط ولا تعني أن العلاج سيكون آمن أو فعّال.
يُسجل الباحثون في البداية المتطوعين و/أو المرضى في دراساتٍ تمهيديةٍ صغيرة، وبعد ذلك يتم إجراء الدراسات المُقارِنة على نطاقٍ أوسع تدريجيًا، اعتمادًا على نوع المنتج ومرحلة التطوير. وقد تختلف التجارب السريرية من حيث الحجم والتكلفة، كما أنها قد تشمل مركز بحوث واحد أو مراكز متعددة، في بلدٍ واحد أو في عدة بلدان. ويهدف تصميم الدراسات السريرية إلى ضمان الصحة والتناتجية العلمية للنتائج. يمكن للتجارب أن تكون مُكلفة للغاية، وذلك يقف على عدة عوامل. وقد يكون الكفيل منظمة حكومية أو شركة لصناعة الأدوية، والتكنولوجيا الحيوية، والأجهزة الطبية. ويُمكن أن تُدار بعض الوظائف اللازمة للتجارب، مثل الرصد والأعمال المختبرية، عن طريق الاستعانة بشريك خارجي كمنظمة بحوثٍ تعاقدية أو مختبر مركزي.

## التجارب العلمية في علم النفس وعلم الاجتماع

### تجربة سجن ستانفورد
المقالة الرئيسية: تجربة سجن ستانفورد
قامت تجربة أجراها فيليب زيمباردو عام 1971 بدراسة تأثير الأدوار الاجتماعية على طلبة جامعيين بجامعة ستانفورد. حيث تم تقسيم مجموعة من أربعة وعشرون طالبًا من الذكور عشوائيًا إلى أدوار مساجين وحراس في بناءٍ يُحاكي السجن تمامًا في قبو بجامعة ستانفورد. وبعد ستة أيامٍ فقط، تجاوزت التجربة حدود السيطرة بسبب السلوك العدائي من الحراس والمعاناة النفسية للسجناء، الأمر الذي كان كافيًا لإيقاف التجربة التي كان من المفترض أن تستمر لأسبوعين.

### تجربة ميلغرام
المقالة الرئيسية: تجربة ميلغرام
في عام 1961، أدى عالِم النفس ستانلي ميلغرام بجامعة ييل سلسلة من التجارب لتحديد مدى امتثال الفرد إلى التعليمات التي يتلقاها من المُختَبِر. وقد لعِب المشاركون أدوار معلمين، بعد وضعهم في غرفةٍ مع المشرف على الاختبار، على ممثلين قاموا بدور المتعلمين، والذين تم وضعهم في غرفةٍ منفصلةٍ مجاورة.
تم إعطاء المشاركين أوامر بتوجيه صعقة كهربائية للمتعلم كُلما أجاب إجابة خاطئة، مع زيادة شدة الصعقة عند كل مرة. كانت الصعقات مزيفة، إلا أن المشاركين كانوا يظنون عكس ذلك. كما كان يمكن سماع التسجيل الصوتي المُعد مسبقًا والذي يصدر فيه صوت الصعقات الكهربائية بالتناغم مع صرخات وتوسلات الممثل (المتعلم) بوضوحٍ للمعلم خلال التجربة. وإذا أثار المشارك اعتراضًا أو رغبةً في التوقف عن التجربة، كان المشرف يُصر على ضرورة استمرارية التجربة. وعلى الرغم من التكهنات الغالبة بأن معظم المشاركين لن يستمروا بصعق المتعلم، إلا أن 65 بالمئة من المشاركين في تجربة ميلغرام الأولية امتثلوا حتى نهاية التجربة، مستمرين في توجيه صعقات للممثل بالشدة المزعومة التي تصل إلى «450 فولت». وعلى الرغم من أن العديد من المشاركين قاموا بمساءلة المشرف وأبدوا علامات مختلفة من عدم الارتياح، إلا أن 65 بالمئة من المشاركين كانوا على استعدادٍ للانصياع لتعلمياتٍ بتوجيه الصعقات الكهربائية خلال التجربة الأخيرة.

### تجارب آش للامتثال
تضمنت تجارب الامتثال التقليدية الخاصة بعالم النفس سولومون آش التي أجراها عام 1951 مشاركًا واحدًا (في كل مرة مُشارك مختلف) كان تحت الاختبار مع مجموعة من المتحالفين مع العالِم. حيث طلب منهم تقديم إجابات على مجموعة متنوعة من الأسئلة منخفضة الصعوبة. وفي كل سيناريو، كان الممثلون يجيبون بالدور، مع السماح للمشارك بالإجابة آخرًا.
كانت نسبة الخطأ في مجموعةٍ مرجعيةٍ من المشاركين أقل من واحد بالمئة. غير أن 75 بالمئة من المشاركين سايروا رأي الجماعة (الممثلين) مرة واحدة على الأقل حين أعطوا إجابات خاطئة بالإجماع. وتعتبر هذه الدراسة دليلًا بارزًا على قوة التأثير الاجتماعي والامتثال.

### تجربة كهف اللصوص
سلّطت تجربة مُظفّر شريف كهف اللصوص التقليدية والمؤيدة لنظرية الصراع الواقعي الضوء على كيفية إمكان المنافسة الجماعية من أن تُنشئ العداوة والتعصب. في هذه الدراسة التي أُجريت عام 1961، تم وضع مجموعتين تتكون كل واحدة منهما من عشرة ذكور، والذين لم يكونوا عدوانيين بطبيعتهم، ولا يعرفون بعضهم بعضًا، في منتزه كهف اللصوص في أوكلاهوما. حيث دخل الأولاد البالغين من العمر اثنا عشرة سنة في أنشطةٍ جماعية مع مجموعاتهم عملت على تقوية الروابط فيما بينهم. وكان ذلك لمدة أسبوع قبل وضع المجموعتين في منافسةٍ في ألعاب مثل شدّ الحبل وكرة القدم. وعلى ضوء هذه المنافسة، اتجهت المجموعتين إلى التنابز بالألقاب وغيرها من علامات الاستياء، كحرق علم فريق المجموعة الأخرى. واستمرت العداوة بين المجموعتين وازدادت سوءًا حين تم إجبار المجموعتين على العمل على حل بعض المشاكل معًا حتى انتهاء التجربة التي استمرت لثلاثة أسابيع.

### تأثير المتفرج
أثبتت سلسلة التجارب الشهيرة التي قام بها بيب لاتان (Bibb Latané [الإنجليزية]) وجون م. دارلي (جون إم. دارلي) ظاهرة تأثير المتفرج أو المارّ غير المتدخل. ففي كل واحدةٍ من هذه التجارب تم جعل المشاركين في مواجهةٍ مع حالةٍ طارئةٍ ما، كمشاهدة أحدهم يمر بنوبةٍ مرضية أو مشاهدة دخان يدخل من خلال فتحات التهوية. ولوحظ من خلال هذه التجارب وجود ظاهرة شائعة وهي أنه كلما زاد عدد الشهود أو المتفرجين كلما كانت سرعة أن يُقدم أحدهم على المساعدة أقل. وكما تبيّن فإن هذه الظاهرة تدعم ما يُسمى بانتشار المسؤولية، أي أنه حينما يكون الشخص مُحاطًا بأشخاصٍ آخرين عند حصول موقفٍ ما، فإنه يفترض أنّ شخصًا آخر غيره سيتحمل المسؤولية.

### نظرية التنافر المعرفي
أُجريت العديد من التجارب على البشر لاختبار نظرية التنافر المعرفي وذلك بعد الدراسة المرجعية التي قام بها ليون فستنغر وميرل كارلسميث (Merrill Carlsmith [الإنجليزية]). ففي عام 1959، أعدّ العالِمان تجربة يخوض فيها المشاركون أنشطةً مملةً ورتيبةً إلى حدٍ مفرط. وبعد إكمال تلك الأنشطة، طُلب من المشاركين المساعدة في استمرار التجربة مقابل مبلغٍ متغيّرٍ من المال. كل ما كان على كل مشاركٍ فعله ببساطة هو إخبار الطالب (المشارك) التالي الذي ينتظر خارج منطقة الاختبار، والذي كان متحالفًا مع القائمين بالتجربة سرًا، أنّ الأنشطة التي تتضمنها التجربة كانت ممتعةً ومثيرةً للاهتمام. وكان من المتوقع أن المشاركين لن يتّفقوا كليًا مع المعلومات التي كانوا ينقلونها للطلاب. وبعد استجابتهم للتعليمات، تم منح نصف المشاركين دولارًا واحدًا، والنصف الآخر عشرين دولارًا. وبعدما طُلب من المشاركين تقييم الأنشطة في ختام الدراسة، أظهرت معاينةٌ لاحقة بفارقٍ كبير أنّ المشاركين الذين حصلوا على مبلغٍ أقل من المال لقيامهم أساسًا «بالكذب» على الطلاب أصبحوا يعتقدون أن الأنشطة كانت ممتعةً أكثر بكثير من نظرائهم الذين تقاضوا مبلغًا أكثر من المال.

## التجارب غير الأخلاقية على البشر
تنتهك التجارب غير الأخلاقية أخلاقيات مهنة الطب. وقد تم تنفيذ مثل هذه التجارب في بلدانٍ منها ألمانيا النازية، والإمبراطورية اليابانية، وكوريا الشمالية، والولايات المتحدة، والاتحاد السوفيتي. ومن الأمثلة عليها مشروع إم كي ألترا، والوحدة 731، والممارسة النووية توتسكوي، ومجموعة تجارب جوزيف منغيله، وتجارب تشيستر م. ساوثام.
أجرَت ألمانيا النازية تجارب بشرية على أعدادٍ كبيرةٍ من السجناء (بمن فيهم أطفالًا)، كان أكثرهم من اليهود من مختلف أنحاء أوروبا. ولكن كان منهم أيضًا من الرومانيين، والشعب السنتي، والبولنديين الأصليين، وأسرى الحرب السوفييت، والألمان ذوي الاحتياجات الخاصة. وذلك في معسكرات اعتقال ألمانيا النازية في أوائل الأربعينيات خلال الحرب العالمية الثانية وحادثة المحرقة.
تمّ إجبار السجناء على المشاركة في تلك التجارب؛ حيث أنهم لم يتطوعوا برغبتهم ولم يتم تبصيرهم بإجراءات التجربة لأخذ موافقتهم. وكانت نتائج هذه التجارب على المشاركين نموذجيًا هي الموت، والأضرار الجسدية، والتشوه أو الإعاقة الدائمة. وتعتبر هذه في حد ذاتها أمثلةً على التعذيب الطبي. وبعد الحرب، تمت محاكمة هذه الجرائم فيما أصبح يُعرف باسم محاكمة الأطباء. وأدت المعاملة غير الأخلاقية للعناصر البشرية في هذه التجارب إلى تطوير قانون نورمبرغ. وتمّت محاكمة 23 من الأطباء والعلماء النازيين خلال محاكمات نورمبرغ ― 15 منهم تمّت إدانتهم، و7 حُكم عليهم بالإعدام، و9 صدر بحقهم حُكم بالسجن 10 سنوات، و7 تمت تبرئتهم ― وذلك لإجراءهم تجارب غير أخلاقية على سجناء معسكر اعتقال والذين كثيرًا ما تم استخدامهم كعناصر بشرية لتجارب أدت إلى نتائج كارثية.
كانت الوحدة 731 قِسمًا من الجيش الإمبراطوري الياباني والتي كان موقعها بالقرب من مدينة هاربين، ثم نُقلت بعدها إلى الدولة العميلة مانشوكو في شمال شرق الصين. حيث أجرت هذه الوحدة تجارب على سجناء عن طريق تشريحهم، وبتر أطرافهم، وحقنهم بتطعيماتٍ بكتيرية. وقامت الوحدة على نطاقٍ واسعٍ جدًا بحقن أمراضٍ وبائية في سجنائها من عام 1932 فصاعدًا خلال الحرب الصينية اليابانية الثانية. كما أجرت تجارب أسلحةٍ بيولوجية وكيماوية على السجناء وأسرى الحرب. ومع توسّع الإمبراطورية خلال الحرب العالمية الثانية، تم إنشاء وحداتٍ مماثلة في المدن المحتلة مثل نانجينغ (الوحدة 1644)، وبكين (الوحدة 1855)، وقوانغتشو (الوحدة 8604)، وسنغافورة (الوحدة 9420). وبعد الحرب، منَحَ القائد الأعلى للاحتلال دوغلاس ماك آرثر حصانةً باسم الولايات المتحدة إلى شيرو إيشي وجميع أعضاء الوحدة وذلك مُقابل كل نتائج تجاربهم.
كانت فورت ديتريك (Fort Detrick [الإنجليزية]) في ولاية ماريلاند مقر تجارب الحرب البيولوجية في الولايات المتحدة خلال الحرب العالمية الثانية. وتضمنت عملية المعطف الأبيض (Operation Whitecoat [الإنجليزية]) حقن عواملٍ معديةٍ في أفرادٍ من القوات المسلحة لرصد آثارها على البشر. وتم وصف غيرها من التجارب على البشر اللاحقة في الولايات المتحدة بأنها غير أخلاقية. حيث أنها غالبًا ما كانت تؤدى بشكلٍ غير قانوني؛ بدون علم أو موافقة الأشخاص موضوع البحث. وأدى غضب الشعب من اكتشاف تجارب الحكومة على البشر إلى العديد من التحقيقات وجلسات الاستماع في الكونغرس، بما في ذلك لجنة الكنيسة، ولجنة روكفلر، واللجنة الاستشارية لتجارب الإشعاع على الإنسان، وغيرها. وأُجريت تجربة توسكيجي للزهري التي تعتبر على نطاقٍ واسع «أكثر دراسةٍ بحثيةٍ طبيةٍ حيوية سيئة السمعة في تاريخ الولايات المتحدة» من عام 1932 إلى 1972 من قِبل معهد توسكيجي المتعاقد مع دائرة الصحة العامة في الولايات المتحدة. حيث تتبعت الدراسة أكثر من 600 من الرجال الأمريكيين الأفارقة الذين لم يتم إخبارهم أنهم كانوا مصابين بمرض الزهري، وتم منعهم من الوصول إلى علاج البنسلين المعروف. وأدى ذلك إلى ظهور القانون الوطني للبحوث عام 1974 لضمان حماية العناصر البشرية في التجارب. كما تم تأسيس اللجنة الوطنية لحماية العناصر البشرية في الأبحاث الطبية الحيوية والأبحاث السلوكية والتي كُلّفت بوضع كلًا من: الحدود بين البحوث والممارسات الروتينية، والمبادئ التوجيهية للمشاركة، وتعريف الموافقة بعد التبصير. بالإضافة إلى توضيح دور تحليل المخاطر والمنافع الناتجة عن التجارب. وقد وضعت اللجنة في تقرير بلمونت ثلاثة مبادئٍ للأبحاث الأخلاقية وهي: احترام الأشخاص موضوع البحث، والإحسان بهم، وضمان المعاملة العادلة لهم.
وخلال الخمسينيات وحتى الستينيات، قام الاختصاصيّ بالفيروسات والباحث في السرطان المهم تشيستر م. ساوثام (Chester M. Southam [الإنجليزية]) بحقن خلايا هيلا (HeLa) في مرضى سرطان، وفي أفرادٍ أصحاء، وفي نزلاء سجون من سجن أوهايو. حيث أراد أن يلاحظ ما إذا كان من الممكن أن ينتقل السرطان من شخصٍ إلى آخر، وما إذا كان بالإمكان أن يصبح الناس محصّنين ضد السرطان عن طريق تطوير استجابةٍ مناعيةٍ مكتسبة. ويعتقد الكثيرون أن هذه التجربة تنتهك مبادئ أخلاقيات العلوم الحيوية وهي الموافقة بعد التبصير، وعدم الإيذاء، والإحسان.